# Поселковое сельское поселение
Поселковое сельское поселение — муниципальное образование в Тимашёвском районе Краснодарского края России.
В рамках административно-территориального устройства Краснодарского края ему соответствует Поселковый сельский округ.
Административный центр — посёлок Советский.

## Население
| 2010  | 2012  | 2013  | 2014  | 2015  | 2016  | 2017  |
| ----- | ----- | ----- | ----- | ----- | ----- | ----- |
| 3386  | ↗3449 | ↗3510 | ↗3563 | ↗3622 | ↗3661 | ↗3671 |
| 2018  | 2019  | 2020  | 2021  | 2023  |       |       |
| ↘3660 | ↘3612 | ↘3578 | ↘3448 | ↘3424 |       |       |

## Населённые пункты
В состав сельского поселения (сельского округа) входят 6 населённых пунктов:
| № | Населённый пункт | Тип населённого пункта | Население (чел.) |
| - | ---------------- | ---------------------- | ---------------- |
| 1 | Советский        | посёлок                | ↘1931            |
| 2 | Комсомольский    | посёлок                | ↘804             |
| 3 | Красноармейский  | посёлок                | ↘162             |
| 4 | Красный          | посёлок                | ↘180             |
| 5 | Новый            | посёлок                | ↘85              |
| 6 | Октябрьский      | посёлок                | ↘224             |